# 本·哈洛蘭
本·哈洛蘭（Ben Halloran）是澳大利亞的一位足球運動員。在場上司職邊鋒和攻擊型中場。他現在效力於澳大利亚职业足球联赛球隊阿德莱德联足球俱乐部。他也代表澳大利亞國家足球隊參加比賽。

## 榮譽

### 球會
黃金海岸聯
- 澳洲全國青年聯賽（英语：National Youth League (Australia)） 季後賽冠軍：2009/10年

### 國際賽
澳洲隊
- 東南亞U19青年錦標賽冠軍：2010年

## 外部連結
- Fortuna Düsseldorf Profile （页面存档备份，存于）